# Aistala
Aistala è una suddivisione dell'India, classificata come census town, di 19.425 abitanti, situata nel distretto di Nadia, nello stato federato del Bengala Occidentale. In base al numero di abitanti la città rientra nella classe IV (da 10.000 a 19.999 persone).

## Geografia fisica
La città è situata a 23° 11' 17 N e 88° 33' 11 E.

## Società

### Evoluzione demografica
Al censimento del 2001 la popolazione di Aistala assommava a 19.425 persone, delle quali 9.972 maschi e 9.453 femmine. I bambini di età inferiore o uguale ai sei anni assommavano a 1.883, dei quali 954 maschi e 929 femmine. Infine, coloro che erano in grado di saper almeno leggere e scrivere erano 13.596, dei quali 7.581 maschi e 6.015 femmine.